# Відьма з Блер: Секс версія
«Відьма з Блер: Секс версія» — кінофільм режисера Джима Уайнорськи, що вийшов на екрани в 2000 році.

## Зміст
Версія знаменитого фільму жахів про відьму з Блер, виконана у фривольному стилі для дорослих. Чотири сексапільних красуні разом з одним хлопцем відправляються в нічний ліс, щоб з'ясувати, що ж сталося з Голою Розпустною дівкою, про яку в окрузі ходять легенди. У міру поглиблення в хащі дівиці стають все більш оголеними, а в кінцевому підсумку вони зустрічають саму розпусницю.

## Ролі
| Актор             | Роль |
| ----------------- | ---- |
| Ніккі Фріц        | -    |
| Джулі К. Сміт     | -    |
| Лорісса Маккомаса | -    |
| Антонія Доріан    | -    |
| Майкл Портер      | -    |
| Енді Сідаріс      | -    |
| Ленні Джуліано    | -    |
| Джулі Стрейн      | -    |
| Чак Кірін         | -    |
| Джон Дж. Фогель   | -    |

## Знімальна група
- Режисер — Джим Уайнорськи
- Сценарист — Джим Уайнорськи
- Продюсер — Джим Уайнорськи